# Pressburger Eimer
Der Pressburger Eimer, auch als Ungarischer Eimer bezeichnet, war ein ungarisches Flüssigkeitsmaß. 
Das Maß war schwankend und sollte dem Pressburger Metzen gleich sein. Ein Pressburger Eimer entsprach 0,93836 Wiener Eimer.  Mit diesem wurde er oft verglichen. Das Maß galt in Pest und Temeswar. In anderen Region  galt beispielsweise der Ödenburger Eimer, der etwa 1 Liter kleiner war.
- 1 Pressburger Eimer = 64 Pressburger Halbe = 2744,666 Pariser Kubikzoll = 54,4442 Liter

Bei Wein ändert sich die Anzahl auf 60 Halbe, wenn er ohne Hefen war.
Die in den Regionen üblichen Fässer wurden auch nach dem Pressburger Eimer und den Halben gelitert.
Das Tokaya-Weinfass hatte 2 ¾ Pressburger Eimer oder 176 Halbe, das Erlauer Fass 1 ½ Eimer und das Gönczer Faß hatte 2 ½ Eimer.